# Стрейер, Джозеф
Джозеф (Джо) Стрейер (амер. англ. Joseph R. Strayer; 1904[…], Балтимор, Мэриленд — июль 1987, Плейнсборо, Нью-Джерси) — американский историк-медиевист, франковед. Доктор, многолетний именной профессор Принстона (до 1973 года, с 1930-х), затем эмерит, длительное время заведовал там кафедрой истории. 
Его называют самым влиятельным учеником Чарльза Хомера Хаскинса. Президент Американской исторической ассоциации (1971), а также с 1966 по 1969 год — Американской академии медиевистики.
Самая известная книга — On the Medieval Origins of the Modern State (1970).

## Биография
Учился в Школе Хораса Мана и в 1925 году окончил Принстон. Получил степени магистра и доктора в Гарварде. Его называют самым влиятельным учеником Чарльза Хомера Хаскинса, первопроходца медиевистической науки в США.
С 1936 года адъюнкт-, с 1940 года ассоциированный, с 1942 года профессор, тогда же занял именную кафедру (Henry C. Lea Chair) истории. В том же 1942 году стал и. о., а вскорости завкафедрой истории. В начале 1950-х годов был также рекрутирован в ЦРУ.
До 1973 года, когда ушел в отставку, состоял именным профессором (Dayton-Stockton Professor) истории Принстона. Преподавал историю XII и XIII веков и английскую конституционную историю. Жил в Принстоне, умер в Принстонском медицинском центре после кишечной инфекции. Остались супруга доктор Сильвия Трапп, а также дочь и брат, внуки и правнуки.
Главред 13-томного «Dictionary of the Middle Ages».
Автор многих работ, автор или редактор более 10 книг, в частности принстонских книг «On the Medieval Origins of the Modern State» (1970; 2005, предисловия — Чарльз Тилли и Уильям Честер Джордан), «Medieval Statecraft and the Perspectives of History: Essays by Joseph Strayer» (1971; соредакторы Т. Биссон и Джон Ф. Бентон) и «The Reign of Philip the Fair» (1980) - его последняя книга, удостоилась Медали Хаскинса. Также автор книг «The Middle Ages», «Western Europe in the Middle Ages», «Feudalism».